# Eliza Orzeszkowa

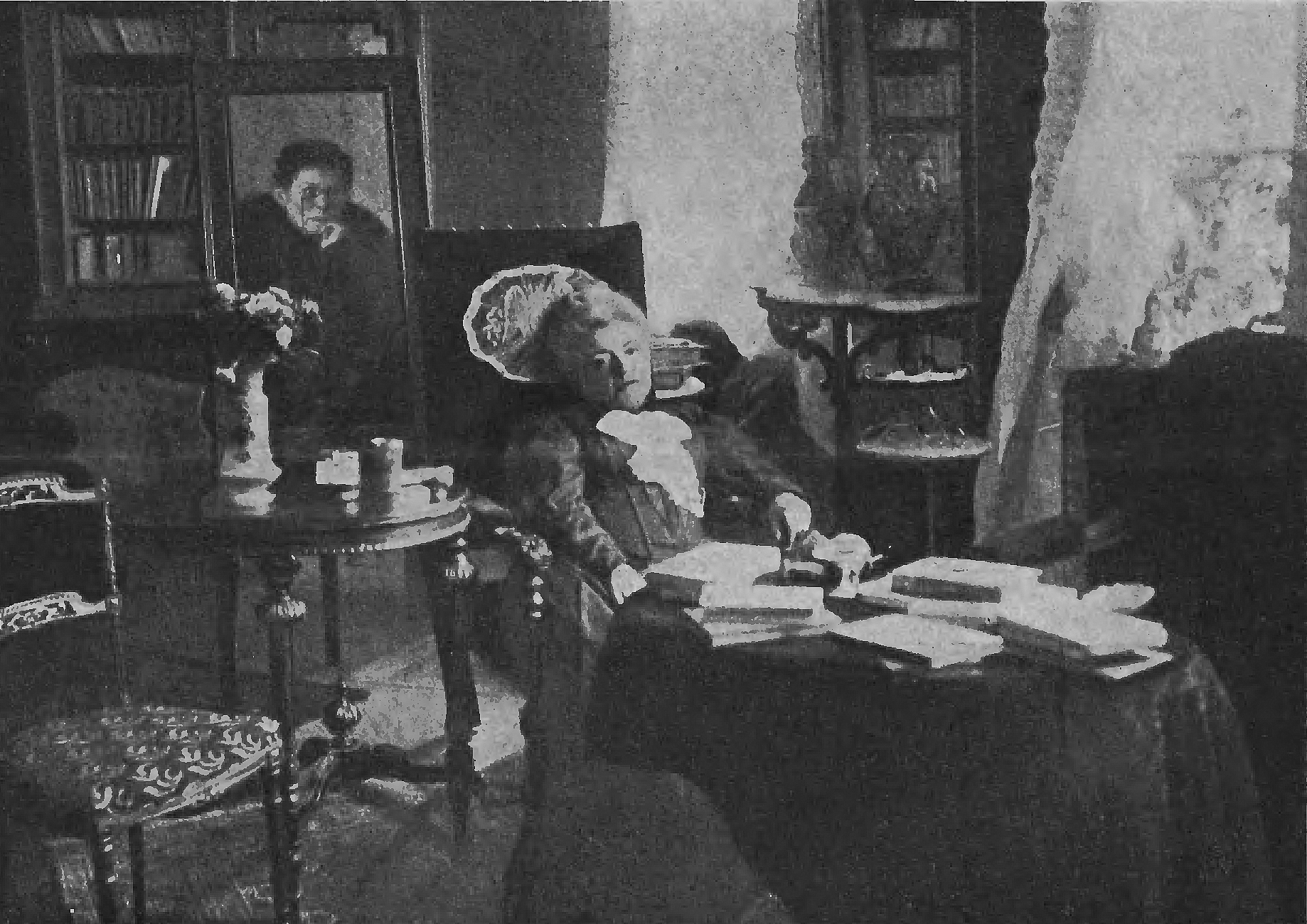
Última foto de Eliza Orzeszkowa

Eliza Orzeszkowa (6 de junho de 1841 – 18 de maio de 1910) foi uma romancista polonesa e uma dos principais escritores do movimento positivista durante as Partilhas da Polônia. Em 1905, juntamente com o também polonês Henryk Sienkiewicz, foi nomeada para o Prêmio Nobel de Literatura.

## Vida e carreira
Nascida Eliza Pawłowska em 6 de junho de 1841 em uma propriedade em Milkowszczyzna (na época Império Russo, atualmente Miĺkaŭščyna na Bielorrússia) em uma família nobre Pawłowski. De 1852 a 1857, ela viveu em Varsóvia, onde frequentou a escola. Lá ela conheceu outra futura escritora polonesa, Maria Konopnicka.
Orzeszkowa casou-se aos 17 anos com Piotr Orzeszko, um nobre polonês proprietário de terras com o dobro de sua idade, que foi exilado na Sibéria após a Revolta de Janeiro de 1863. O casamento não teve sucesso, em grande parte porque Orzeszkowa não só era ativamente pró-independência, como também buscava a emancipação dos servos. Quando o casamento foi anulado 11 anos depois, ela se estabeleceu em Grodno, onde em 1879 abriu uma livraria e uma editora. Em 1878, ela publicou Meir Ezofowicz, um romance que apresentava um quadro sombrio da vida judaica em uma pequena cidade da Bielorrússia e pregava não tanto a tolerância quanto a assimilação da comunidade judaica. As autoridades russas fecharam seu negócio em 1882, colocando-a sob vigilância policial por cinco anos. Ela se casou novamente em 1894, com Stanisław Nahorski, que morreu dois anos depois.
Orzeszkowa escreveu uma série de 30 romances e 120 esquetes, dramas e novelas, abordando as condições sociais do país ocupado. Seu romance Eli Makower (1875) descreve as relações entre os judeus e a nobreza polonesa; e Meir Ezofowicz (1878), o conflito entre a judaísmo ortodoxo e o liberalismo moderno.  Em 1888, Orzeszkowa escreveu dois romances sobre o Rio Niemen (que hoje faz parte da Bielorrússia): Cham focava na vida dos pescadores; e seu romance mais famoso, Nad Niemnem — frequentemente comparado a Pan Tadeusz — lidava com as questões da aristocracia polonesa no contexto da ordem política e social. Seu estudo sobre patriotismo e cosmopolitismo apareceu em 1880. Uma edição compilada de suas obras foi publicada em Varsóvia entre 1884 e 1888. Grande parte de sua produção também está disponível em tradução alemã.
Em 1905, juntamente com Henryk Sienkiewicz, que ganhou o prêmio, e Leo Tolstoy, Orzeszkowa foi indicada ao Prêmio Nobel de Literatura. De acordo com os registos oficiais do comitê do Prêmio Nobel, a ideia de dividir o prémio foi rejeitada como um ato de menosprezo, e apenas Sienkiewicz acabou por ser laureado.

#### Romances
- Obrazek z lat głodowych 1866
- Ostatnia miłość, 1868
- Z życia realisty, 1868
- Na prowincji, 1870
- W klatce, 1870
- Cnotliwi, 1871
- Pamiętnik Wacławy, 1871
- Pan Graba, 1872
- Na dnie sumienia, 1873
- Marta, 1873
- Eli Makower, 1875
- Rodzina Brochwiczów, 1876
- Pompalińscy, 1876
- Maria, 1877
- Meir Ezofowicz, 1878
- Z różnych sfer, 1879–1882
- Widma, 1881
- Sylwek Cmentarnik, 1881
- Zygmunt Ławicz i jego koledzy, 1881
- Bańka mydlana, 1882–1883
- Pierwotni, 1883
- Niziny, 1885
- Dziurdziowie, 1885
- Mirtala, 1886
- Nad Niemnem (On the Niemen), 1888
- Cham (The Boor), 1888
- Panna Antonina (coletânea), 1888
- W zimowy wieczór (coletânea), 1888
- Czciciel potęgi, 1891
- Jędza, 1891
- Bene nati, 1891
- Westalka, 1891
- Dwa bieguny, 1893
- Melancholicy, 1896
- Australczyk, 1896
- Iskry coletânea), 1898
- Argonauci, 1900
- Ad astra. Dwugłos, 1904
- I pieśń niech zapłacze, 1904
- Gloria victis (coletânea), 1910

Escritos sociopolíticos
- Kilka słów o kobietach (On women), 1870
- Patriotyzm i kosmopolityzm, 1880
- O Żydach i kwestii żydowskiej, 1882

## Homenagens
Em 1929, a estátua de Orzeszkowa foi inaugurada na cidade em que residia, Grodno. Em 1938, o busto de Eliza Orzeszkowa desenhado por Henryk Kuna foi inaugurado no Parque Praski de Varsóvia.

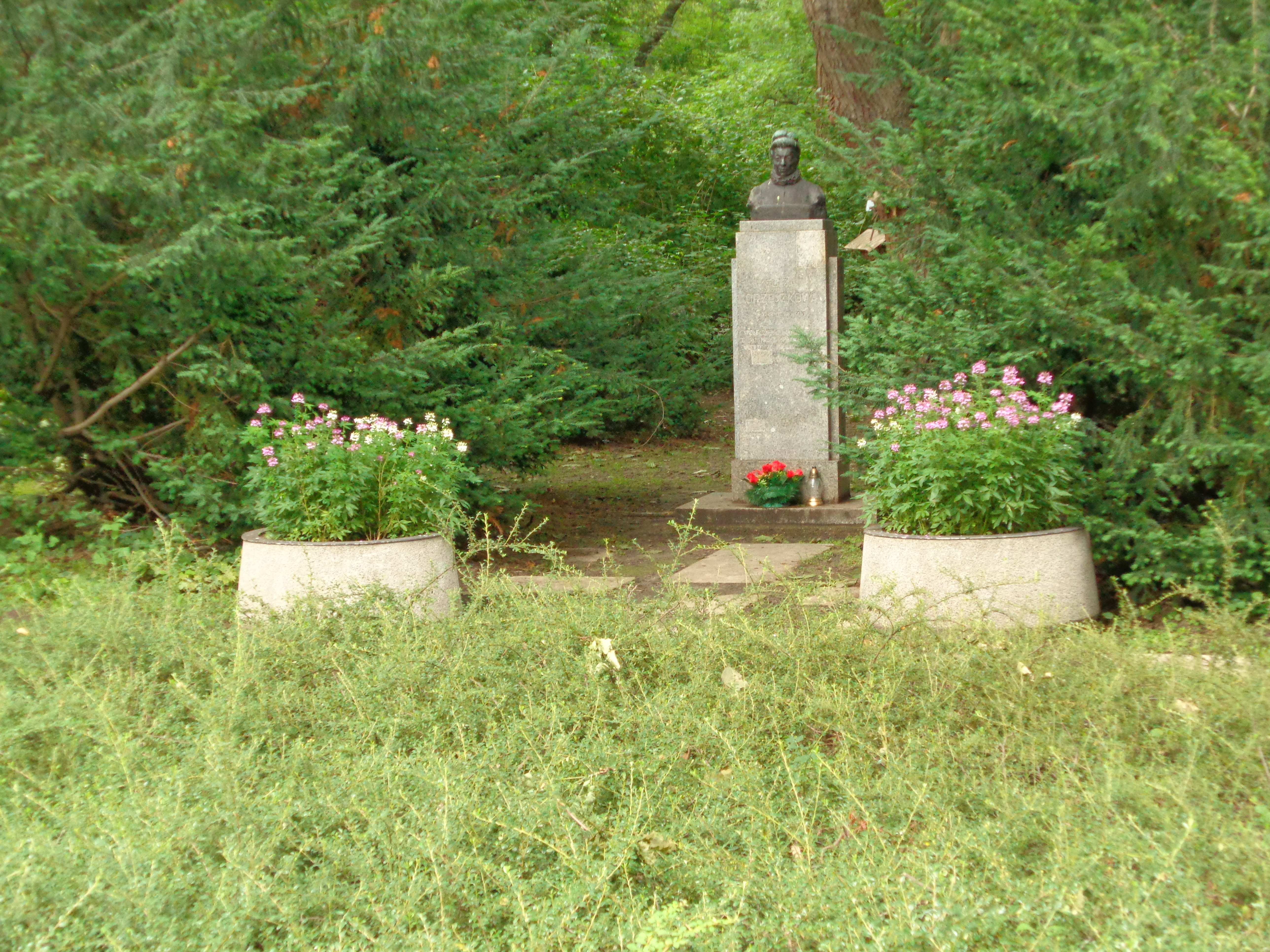
Busto de Eliza Orzeszkowa no Parque Praski de Varsóvia

Em 1978, um filme biográfico intitulado Ty pójdziesz górą... dedicado a Orzeszkowa foi dirigido por Zygmunt Skonieczny com a atriz Hanna Maria Giza interpretando o romancista. O filme fez parte de uma série de filmes chamada Figuras da Literatura Polonesa e estreou em 1980.
Em 2023, durante a 12ª edição do Dia Nacional da Leitura, seu livro Nad Niemnem foi lido em diversos locais públicos. O presidente da Polônia, Andrzej Duda, e a primeira-dama da Polônia, Agata Kornhauser-Duda, participaram do evento.